# Certaldo
Certaldo ist eine italienische Gemeinde mit 15.604 Einwohnern (Stand 31. Dezember 2023) im Zentrum des Elsatals in der Metropolitanstadt Florenz.

## Geografie

Lage von Certaldo in der Metropolitanstadt Florenz

Certaldo liegt rund 40 km südwestlich von Florenz. Das Stadtgebiet wird vom Fluss Elsa durchquert. Das historische Zentrum der Stadt, die Oberstadt (Certaldo Alto) liegt auf einem Hügel, die Unterstadt (Certaldo Basso) unten am Fluss und direkt an der Via Francigena entstand ab dem 17. Jahrhundert. Von der Unterstadt führt eine Standseilbahn in die Oberstadt.
Zu den Ortsteilen zählen Fiano, Sciano, Bagnano und Marcialla.
Die Nachbargemeinden sind Barberino Tavarnelle, Castelfiorentino, Gambassi Terme, Montespertoli und San Gimignano (SI).

## Geschichte

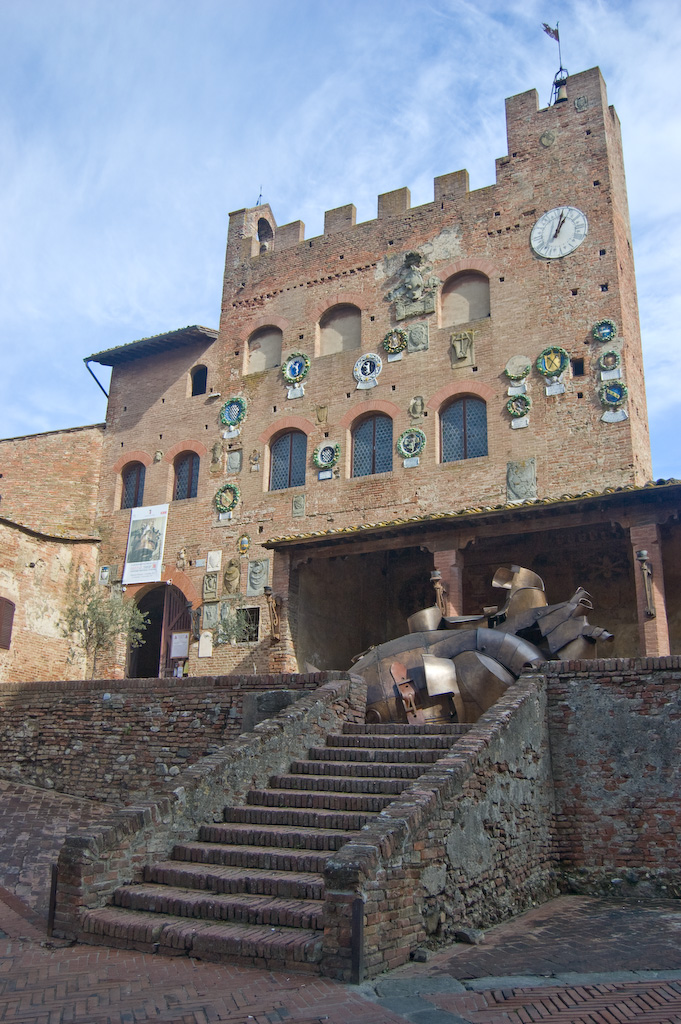
Palazzo Pretorio in Certaldo Alto

Rathaus von Certaldo an der Piazza Boccaccio in Certaldo Basso

Die Ursprünge des Ortes reichen bis in die Zeit der Etrusker zurück, der Ort selbst wurde jedoch erst 1164 erstmals genannt, als Friedrich Barbarossa die Orte Certaldo, Pogni und Semifonte (heute Barberino Val d’Elsa) den Grafen Alberti aus Prato schenkte. In Dantes 16. Gesang des Inferno wird Certaldo ebenfalls erwähnt. Vor allem ist der Ort jedoch bekannt als möglicher Geburtsort und als Sterbeort von Giovanni Boccaccio, der hier auch beerdigt wurde. Der Palazzo Pretorio war Burg der kaisertreuen Grafen Alberti, die ihren Besitz behielten, als sie sich 1184 dem guelfischen Florenz unterwarfen. 1292 übernahm Florenz die unmittelbare Herrschaft in Certaldo, der Palazzo Pretorio wurde Sitz des Gouverneurs, 1415 dann der Sitz des Vikariats des Elsatals und des Pesatals (Val di Pesa). Die heute noch sichtbaren Wappen an der Außenfassade sowie in der Eingangshalle sind Familienwappen verschiedener Vikare. Durch die unterhalb des historischen Stadtkerns verlaufende Via Francigena und ihren Handelsströmen vergrößerte sich der Ort im 17. Jahrhundert, der tiefer gelegene Ortsteil erhielt den Namen Certaldo Basso. 1784 verlor der Ort das Vikariat, der Palazzo dei Vicari (Palazzo Pretorio) wurde danach bis 1866 als Rathaus benutzt, als das Rathaus nach Certaldo Basso an die Piazza Boccaccio verlegt wurde. Die 1849 errichtete Bahnstrecke Empoli–Siena mit Haltepunkt in Certaldo Basso brachte weiteren wirtschaftlichen Aufschwung, der durch den Tabak- und Weizenanbau seit dem 19. Jahrhundert verstärkt wurde. Seit den 1980er-Jahren ist der Tourismus ein weiterer wichtiger Wirtschaftszweig.

## Bevölkerungsentwicklung
| Jahr      | 1861  | 1901  | 1911   | 1921   | 1931   | 1936   | 1951   | 1961   | 1971   | 1981   | 1991   | 2001   | 2016   |
| Einwohner | 6.585 | 9.129 | 10.439 | 10.692 | 11.879 | 12.094 | 12.104 | 13.408 | 15.614 | 15.913 | 15.942 | 15.670 | 16.159 |

## Sehenswürdigkeiten in Certaldo Alto

Palazzo Stiozzi Ridolfi in Certaldo Alto

- Das Haus des Giovanni Boccaccio in der Via Boccaccio, der Hauptstraße Certaldo Altos, wurde im Zweiten Weltkrieg durch Bombardierung beschädigt, aber nach dem Krieg rasch wieder aufgebaut. Im Inneren befinden sich Fresken von Pietro Benvenuti aus dem Jahr 1826.
- Der Palazzo Pretorio am oberen Ende der Via Boccaccio stammt in seinen Ursprüngen aus dem 12. Jahrhundert und wurde im 15. und 16. Jahrhundert erweitert.
- In der ehemaligen Kirche SS Jacopo e Filippo (ca. 12. Jahrhundert) befinden sich die Gräber Boccaccios und der Heiligen Julia von Certaldo; angegliedert ist ein romanischer Kreuzgang und Konvent des Augustinerordens aus dem 14. Jahrhundert, in dem sich seit 2001 das Museo di Arte Sacra (Museum der sakralen Kunst) befindet[6].
- Die ehemalige Kirche Chiesa dei Santi Tommaso e Prospero vom Anfang des 13. Jahrhunderts neben dem Palazzo Pretorio enthält einen Tabernakel von Benozzo Gozzoli aus dem 15. Jahrhundert.
- Der an der Via Boccaccio gelegene Palazzo Stiozzi Ridolfi stammt aus dem 14. Jahrhundert.
- Chiesa di Santa Maria, Kirche aus dem 14./15. Jahrhundert im Ortsteil Bagnano, enthielt das Werk Trittico della Madonna con Bambino, San Pietro e San Romolo (um 1315/1320 entstanden, befindet sich heute im Museo di Arte Sacra in Certaldo) von Ugolino di Nerio.

## Stadttore von Certaldo
Von der Stadtbefestigung sind alle drei Stadttore, Porta al Sole, Porta al Rivellino und Porto Alberti, erhalten geblieben und stammen wie die Stadtmauer aus dem 14. Jahrhundert. Die Porta al Sole war das mittelalterliche Haupttor und ist mit den Wappen der Medici, zur Zeit des Befestigungsbaus Stadtherren, versehen. Der Name Tor zur Sonne entstammt seiner Lage Richtung Süden. Es ist ebenso wie die Porta Rivellino über die südwestlich gelegene Straße Costa Vecchia mit der Via Francigena verbunden, später wurde parallel dazu die modernere Via del Castello erbaut. Das Stadttor Porta Alberti war der südöstliche Zugang zur Francigena und wurde von ihr über die Straße Costa Alberti erreicht. An der Porta Alberti befindet sich heute die Seilbahnstation, die nach Certaldo Basso führt.

Porta Alberti
Porta Rivellino (Richtung San Gimignano)
Porta al Sole (Tor zur Sonne), Haupttor im Mittelalter

## Auszeichnungen
- Certaldo ist Träger der Bandiera Arancione des Touring Club Italiano (TCI)[7] und wurde unter anderem für seinen homogenen historischen Ortskern ausgezeichnet[8].

## Städtepartnerschaften
Städtepartnerschaften hat Certaldo geschlossen mit den Städten Neuruppin in Brandenburg (Deutschland) im Jahr 1968 und Kanramachi in Japan. Mit Canterbury in der Grafschaft Kent (England) besteht ein Abkommen über freundschaftliche Beziehungen seit 1997, das 2005 erneuert wurde.

## Persönlichkeiten

### Söhne und Töchter der Stadt
- Giovanni Boccaccio (1313–1375), Schriftsteller, Dichter und Humanist[9]
- Ernesto Calindri (1909–1999), Schauspieler
- Luciano Spalletti (* 1959), Fußballtrainer
- Rose McGowan (* 1973), Schauspielerin, Autorin und Aktivistin

### Ehrenbürger
- Dem deutschen Grafiker und Illustrator Werner Klemke (1917–1994) wurde für seine Illustrationen zum Decamerone die Ehrenbürgerwürde Certaldos verliehen.
- Der Schweizer Pianist und Musikforscher Kurt von Fischer (1913–2003) wurde für seine Verdienste um die Trecentoforschung zum Ehrenbürger von Certaldo ernannt.